# Can Triador
Can Triador és una obra d'Òrrius (Maresme) inclosa a l'Inventari del Patrimoni Arquitectònic de Catalunya.

## Descripció
Masia amb planta baixa i pis. La coberta és a dues aigües. A la planta baixa hi trobem un portal rodó amb dovelles de pedra, també hi ha una finestra amb llinda recta i una de petita, al pis les obertures són de pedra i de llindes rectes, la finestra principal, sobre la porta d'entrada hi ha un ampit. Ha sofert una restauració però no ha amagat el seu aire original.